# Ricardo Pontvianne
Ricardo Pontvianne, né le 20 octobre 1943, à Tampico, dans l'État du Tamaulipas, est un ancien joueur mexicain de basket-ball.

## Palmarès
- Finaliste des Jeux panaméricains de 1967